# 6414 Mizunuma
6414 Mizunuma (1993 UX) là một tiểu hành tinh vành đai chính được phát hiện ngày 24 tháng 10 năm 1993 bởi T. Kobayashi ở Oizumi.